# 모토오리 노리나가
모토오리 노리나가(일본어: 本居 宣長, 1732년 6월 30일∼1801년 11월 30일)은 일본 에도 시대의 국학자, 문헌학자, 의사이다. 가다노 아즈마마로, 가모노 마부치, 히라타 아쓰타네와 함께 4대 국학자로 손꼽힌다.

## 생애
이세 마쓰사카 출신이다. 아명은 도노스케(富之助). 어려서부터 글자를 배워 한문 서적을 읽고 집필도 했다고 한다. 목면 상인이었던 아버지 오즈 사다토시(小津定利)는 에도에 점포를 가지고 있을 정도로 큰 상인이었으나 가운이 기울기 시작해 노리나가가 11세 때 병사했다. 1744년에 16세로 이세 야마다(山田)의 이마이 다이에(今井田家)의 양자가 되어 지물포를 상속받지만, 3년 뒤에 다시 마쓰자카의 본가로 돌아왔다. 1745년, 상업 공부를 위해 에도로 가서 1년을 머물렀는데, 당시 에도까지 가는 길에 지도 자료에서 확실하지 않은 부분에 대해 부족함을 느끼고, 「산천과 바닷섬을 모두 그린」 자료집 『대일본천하사대화도』(大日本天下四海画図)를 집필하고, 이 시기의 견문을 토대로 개인 자료집으로서 『도코바쇼』(都考抜書)를 1746년부터 집필한다(1751년 무렵까지 집필).

### 의학 연구
가업을 이어받은 형마저 죽자, 오즈 가문을 이어받았다. 1753년에 그는 어머니의 권유로 의사가 되기로 결심해 교토로 상경한다. 堀元厚・무카와 고준(武川幸順)에게서 의학을 배우고 호리 게이잔(堀景山, 1688~1757)에게서 유학을 배웠다. 게이잔은 히로시마번의 유의(儒医)로서 주자학을 받드는 사람이었지만, 반주자학파 오규 소라이(荻生徂徠, 1666~1728)의 학문에도 관심을 보였고, 게이추(契沖, 1640~1701)의 지원자이기도 했다. 그 해에 그는 성을 선조의 성인 모토오리로 바꾸었다. 고전 연구에 눈을 뜨게 된 것도 게이추의 저술을 접한 것이 계기가 되었다.

### 국학 연구
이 무렵부터 그는 고전 연구에 빠졌다. 호리 게이잔과 오규 소라이, 게이추의 영향으로 국학에 뜻을 두게 되었다. 교토에서 생활하는 동안 교토의 왕조문화에도 깊은 감명을 받았다. 1758년 교토에서 마쓰사카로 돌아와 소아과 병원을 개업하고, 그런 한편으로 자택에서 《겐지모노가타리》의 강의나 《일본서기》의 연구에 힘썼다. 27세 때인 1763년 《선대구사본기》(先代旧事本紀)와 《고사기》(古事記)를 서점에서 구입하고, 가모노 마부치(賀茂眞淵, 1697~1769)의 책을 접한 것을 계기로 국학에 입문하였다. 이후 가모 마부치와의 편지 교환을 통해 그의 지도를 받다가 1763년 5월 31일에 이세 신궁을 참배하러 마쓰자카로 온 마부치를 처음 만났고, 《고사기》의 주석에 대한 지도를 청하며 입문을 희망하였다. 그 해가 다할 무렵에 입문을 허가받고 이듬해 정월 노리나가는 입문계사를 마부치에게 보내고 있다. 마부치는 만요가나(万葉仮名)에도 정통한 사람으로 《만요슈》(万葉集) 주석부터 시작해 그를 지도하였다. 이후 마부치를 떠나 《고사기》를 본격적으로 연구해 나갔다.

### 저술 활동
이 무렵부터 《자문요령》(紫文要領), 《이소노카미노사사메고토》(石上私淑言)를 집필하는 등 활발한 저술 활동을 하기 시작해 1771년에는 복고사상(復古思想)의 총론이라 할 수 있는 《나오비노미타마》(直毘靈)를 출판한다. 1786년에 간행된 《가카이카》(呵刈葭)에 수록된 우에다 아키나리(上田秋成, 1734~1809)와의 논쟁도 유명하다.
노리나가는 한때 기이 번을 섬겼으나, 생의 대부분은 이치이(市井)의 학자로서 살았다. 문인도 많았는데 특히 덴메이 연간(1781년〜1789년) 말경부터 더 늘어났다. 1788년 말부터의 문인의 수는 164인이었으나, 그 뒤에도 증가하여, 노리나가가 사망할 당시에는 487명에 이르렀다. 이세국의 문인이 2백 명으로 가장 많았고, 오와리국이나 그 외의 지방에도 있었다. 문인들의 직업으로는 조닌(町人, 상인)이 약 34%, 농민이 약 23%이고 그 외의 신분도 적지 않았다. 56세가 되어 노리나가는 나고야, 교토, 와카야마, 오사카, 미노 등 각지를 여행했고, 그곳에서 많은 사람들과 교유하였으며 또한 각지에 있던 자신의 문인을 격려하고 다녔다.
1793년 61세의 나이로 산문집 《다마가쓰마》(玉勝間)를 쓰기 시작했다. 여기에는 가모노 마부치를 만났을 때의 이야기를 비롯해, 노리나가 자신의 학문, 사상, 신념에 대해 서술하였다. 또한 일본의 방언이나 지리적 사항에 대해 언급하고 지명 고증을 행한 지리지를 기술하였다. 1797년에 65세의 나이로 노리나가는 자신의 저서 《고사기전》(古事記伝)을 완성한다. 기고한지 34년만의 일이었다. 1800년, 68세 때에 《지명자음전용례》(地名字音転用例)가 간행되었다. 《고사기》와 《풍토기》(風土記), 《화명초》(和名抄) 등에서 지명의 글자와 발음이 변한 사례 200건 가량을 모아 그것을 분류 정리한 것이다.
복고사상에 입각해 일본의 고대 정신을 규명하고자 평생을 바쳐 고전을 연구했던 사람으로, 그의 문하생은 전국에 걸쳐 500명에 달했다고 한다. 1959년에 마쓰자카 시내의 묘라쿠지(妙楽寺) 오타카이 산(小高い山, 생전 노리나가가 좋아했던 곳)에 이장되었으며, 1999년에는 노리나가의 설계로 조성된 「모토오리 노리나가 오쓰 묘(本居宣長奥津墓)」가 세워졌다.

## 학문 경향
발표한 글에서는 자신의 고학(古學)은 소라이의 고문사학으로부터 영향받은 거라고들 하지만 그건 말도 안 된다고 소라이를 반박했다. 하지만 실제로는 소라이의 영향을 아주 많이 받았다. 소라이의 《논어징》을 통해 다져진 방법론으로 《고사기전》을 쓴 그는 소라이와 마찬가지로 지금 쓰는 말의 이미지로 고전을 해석해서는 안 된다고 주장했다. 역사적인 차이나 이질문화의 이해라고 하는 것이 역사의식이 되어서, 옛 시대를 이해하는 데는 그 시대의 언어체계 즉 담론을 몰라서는 안 되며, 현재의 담론을 그 시대에 투영하면 고전을 알 수 없게 되어버린다는 사고 방식에서 소라이를 계승하고 있다. 텍스트 비교라는 접근 방식에서도 비슷하다.

## 저서
- 모노노아와레(物の哀れ)『石上私淑言』(이소노카미노사사메고토)
- 일본 '국체' 내셔널리즘의 원형 『玉くしげ』
- 겐지 이야기를 읽는 요령 『紫文要領』

## 같이 보기
- 가모노 마부치
- 국수주의 (일본)
- 진심
- 모노노 아와레